# 村口史子のグッドゴルフ
『村口史子のグッドゴルフ』（むらぐちふみこのグッドゴルフ）は、千葉テレビ放送（チバテレ）で放送されていたゴルフ番組である。

## 概要
2009年10月4日放送開始（製作局であるチバテレでの開始日）。
2009年9月までの同時刻に、佐藤精一プロの冠番組として放送されていた『佐藤精一の自己流ゴルフ』と同様、毎回アマチュアゴルファーを迎え、村口史子が一緒にプレーしながらポイントとなる場所で指導を行うスタイルである。プレーを行うゴルフ場についても、千葉県成田市にある「スカイウェイカントリークラブ」を引き続き使用している。後に変更され、最終回段階では同県の長南町にある「ゴールデンクロスカントリークラブ」を使用している。
アマチュアプレイヤーの中から特に優秀なゴルファーには「グッドゴルファー賞」が授与される。これも『佐藤精一の-』であった「自己流賞」とほぼ同様である。
2020年9月27日放送で、11年間の放送に幕を閉じる。10月以降は、里崎智也（元千葉ロッテマリーンズ選手、野球解説者）をMCとした『里崎智也のゴルフ直球勝負!』が、引き続き自社制作のゴルフ番組として放送される。

## 出演者

### 番組終了時の出演者
- 村口史子（元プロゴルファー）
- たかとりじゅん（アシスタント、2013年4月7日 - 2020年9月27日）
- アマチュアゴルファー2名（チバテレで随時出演希望ゴルファー募集の告知を行っており、2人1組で参加する）

### 過去の出演者
- 伊勢ゆう子（アシスタント、2009年10月4日 - 2010年8月22日）
- 高崎伸子（アシスタント、2010年8月29日 - 2013年3月31日）

## ネット局
過去にはゴルフネットワークでの放送もあった。
| 放送対象地域 | 放送局                            | 系列  | 放送時間                                                    |
| ------------ | --------------------------------- | ----- | ----------------------------------------------------------- |
| 千葉県       | 千葉テレビ放送（チバテレ） 制作局 | JAITS | 毎週日曜日 22:00 - 22:30 毎週火曜日 21:00 - 21:30（再放送） |
| 埼玉県       | テレビ埼玉（テレ玉）              | JAITS | 毎週日曜日 18:30 - 19:00                                    |
| 栃木県       | とちぎテレビ（とちテレ）          | JAITS | 毎週火曜日 22:00 - 22:30                                    |
| 三重県       | 三重テレビ放送                    | JAITS | 毎週日曜日 23:30 - 24:00                                    |